# Akilia
Akilia – wyspa na południowym zachodzie Grenlandii, około 22 km na południe od Nuuk (Godthåb). Znajdują się na niej formacje skalne zawierające skały osadowe uważane za najstarsze na Ziemi i być może najstarszy dowód na istnienie życia na Ziemi.

## Geologia
Wspomniane skały stanowią części metamorficznej sekwencji suprakrustalnej ulokowanej na południowym zachodzie wyspy. Datuje się ją na nie młodszą, niż 3,85 miliarda lat, co oznacza eon hadeik. Wynik opiera się o wiek pasma magmowego przecinającego skałę. Sekwencja suprakrustalna zawiera warstwy bogate w żelazo i krzem, co interpretuje się różnie: jako konkrecje żelaziste (banded iron formation), osady chemiczne z kominów hydrotermalnych bądź osadów cieków hydrotermalnych. Obecny w skale węgiel w postaci grafitu wykazuje niską zawartość izotopu 13C, co może sugerować powstanie jako lekka izotopowo materia organiczna powstała dzięki organizmom żywym. Jednak taka interpretacja napotyka trudności z powodu metamorfizmu wysokiego stopnia, który objął Akilię po uformowaniu się. Pochodzenie osadów, wiek i zawartość węgla w skałach zakwestionowano.